# 90-XX
Classificazione delle ricerche matematiche: sezioni di livello 1

00-XX 01 03 05 06 08 | 11 12 13 14 15 16 17 18 19 20 22 | 26 28 30 31 32 33 34 35 37 39 40 41 42 43 44 45 46 47 49 | 
 51 52 53 54 55 57 58 | 60 62 65 68 | 70 74 76 78 | 80 81 82 83 85 86 | 90 91 92 93 94 97-XX
90-XX è la sigla della sezione primaria dello schema di classificazione
MSC dedicata a ricerca operativa e
programmazione matematica.
La pagina attuale presenta la struttura ad albero delle sue sottosezioni secondarie e terziarie.

## 90-XX
ricerca operativa, programmazione matematica
- 90-00 opere di riferimento generale (manuali, dizionari, bibliografie ecc.)
- 90-01 esposizione didattica (libri di testo, articoli tutoriali ecc.)
- 90-02 presentazione di ricerche (monografie, articoli di rassegna)
- 90-03 opere storiche {!va assegnato almeno un altro numero di classificazione della sezione 01-XX}
- 90-04 calcolo automatico esplicito e programmi (non teoria della computazione o della programmazione)
- 90-06 atti, conferenze, collezioni ecc.
- 90-08 metodi computazionali

## 90Bxx
ricerca operativa e scienza della gestione aziendale
- 90B05 giacenze, magazzinaggio, serbatoi
- 90B06 trasporto, logistica
- 90B10 flussi in reti, deterministici
- 90B15 flussi in reti, probabilistici
- 90B18 reti di comunicazione [vedi anche 68M10, 94A05]
- 90B20 problemi di traffico
- 90B22 code e servizio? [vedi anche 60K25, 68M20]
- 90B25 affidabilità, disponibilità, manutenzione, ispezioni [vedi anche 60K10, 62N05]
- 90B30 modelli di produzione
- 90B35 teoria della schedulazione, deterministica [vedi anche 68M20]
- 90B36 teoria della schedulazione, stocastica [vedi anche 68M20]
- 90B40 teoria della ricerca?search
- 90B50 presa di decisioni gestionali, inclusi gli obiettivi multipli [vedi anche 90C31, 91A35, 91B05]
- 90B60 ricerche di mercato, pubblicità [vedi anche 91B60]
- 90B70 teoria delle organizzazioni, pianificazione industriale e della forza lavoro [vedi anche 91D35]
- 90B80 collocazione discreta ed assegnazione discreta [vedi anche 90C10]
- 90B85 collocazione continua
- 90B90 studi orientati a situazioni particolari?case oriented
- 90B99 argomenti diversi dai precedenti, ma in questa sezione

## 90Cxx
programmazione matematica
- 90C05 programmazione lineare
- 90C06 problemi di larga scala
- 90C08 problemi speciali di programmazione lineare (problemi di trasporto, problemi multi-indice ecc.)
- 90C09 programmazione booleana
- 90C10 programmazione a numeri interi
- 90C11 programmazione intera mista
- 90C15 programmazione stocastica
- 90C20 programmazione quadratica
- 90C22 programmazione semidefinita
- 90C25 programmazione convessa
- 90C26 programmazione non convessa
- 90C27 ottimizzazione combinatoria
- 90C29 programmazione multiobiettivo e programmazione a obiettivi (GP)
- 90C30 programmazione non lineare
- 90C31 sensitività, stabilità, ottimizzazione parametrica
- 90C32 programmazione frazionale
- 90C33 problemi di complementarità
- 90C34 programmazione semi-infinita
- 90C35 programmazione su grafi o reti [vedi anche 90C27]
- 90C39 programmazione dinamica [vedi anche 49L20]
- 90C40 processi decisionali markoviani e semimarkoviani
- 90C46 condizioni di ottimalità, dualità [vedi anche 49N15]
- 90C47 problemi di minimax [vedi anche 49K35]
- 90C48 programmazione in spazi astratti
- 90C50 metodi di punto estremo e di pivoting
- 90C51 metodi di punto interno
- 90C52 metodi tipo gradiente ridotto
- 90C53 metodi quasi-Newton
- 90C55 metodi del tipo programmazione quadratica successiva
- 90C56 metodi di derivata libera
- 90C57 combinatorica poliedrale, branch-and-bound?dirama e limita, branch-and-cut?dirama e scarta
- 90C59 metodi di approssimazione ed euristiche
- 90C60 complessità computazionale astratta per problemi di programmazione matematica [vedi anche 68Q25]
- 90C70 programmazione sfumata
- 90C90 applicazioni della programmazione matematica
- 90C99 argomenti diversi dai precedenti, ma in questa sezione